# Puente de Hochmosel
El puente de Hochmosel (Hochmoselbrücke en alemán) es un gran viaducto, que cruza el valle del río Mosela al sur de Urzig y al norte de Zeltingen-Rachtig en Renania-Palatinado, Alemania. Fue abierto al tráfico el 21 de noviembre de 2019. El puente -parte de la conexión por carretera, la Hochmoselübergang (Cruce del Alto Moselle), incorpora un tramo de la Bundesstrasse (Autopista federal) 50. El objetivo del puente es facilitar el tráfico entre los puertos belgas y holandeses y el área de Frankfurt.

## Construcción

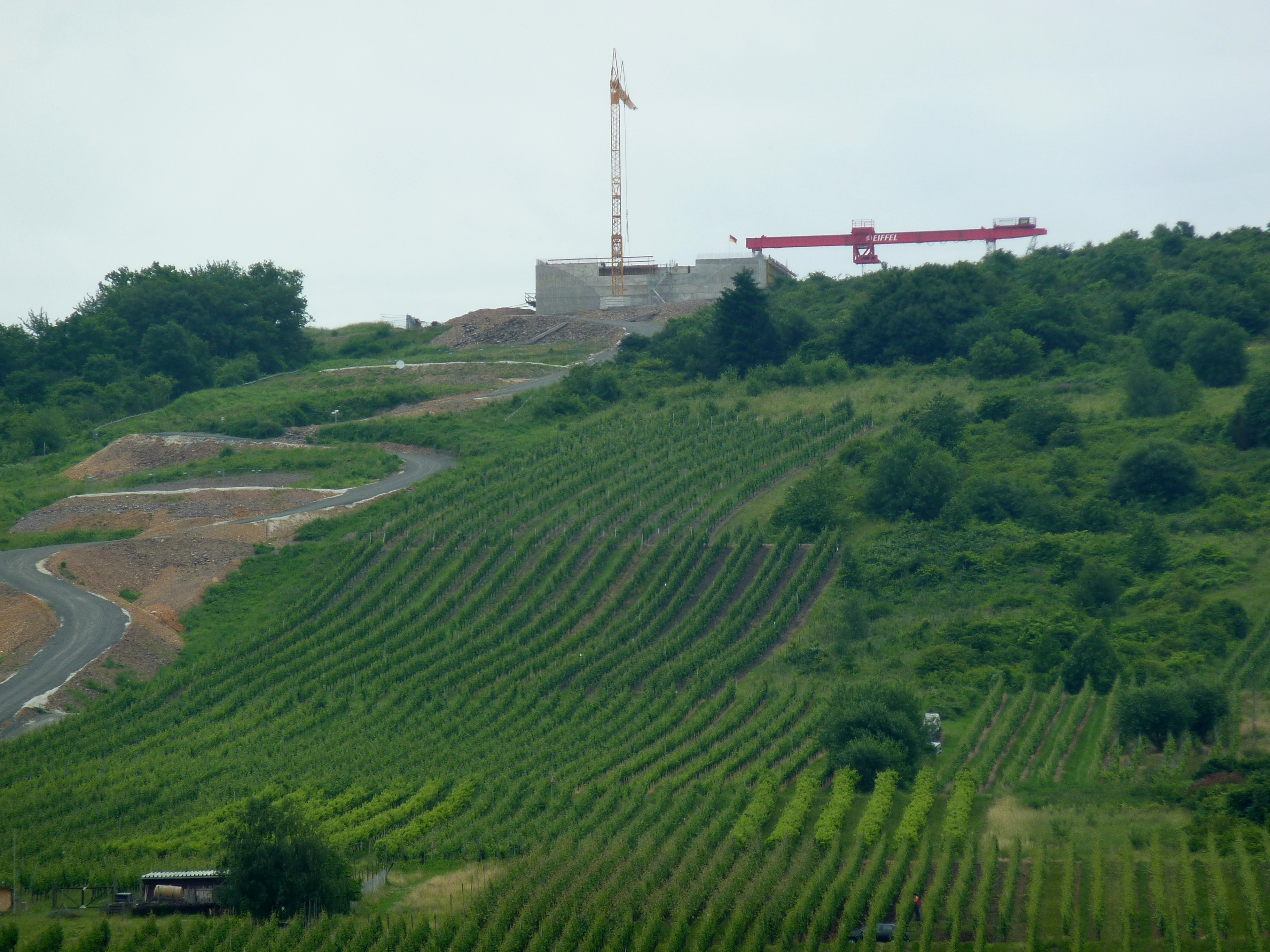
El Hochmoselbrücke en construcción el 19 de junio de 2012

Una propuesta para una autopista y un puente se hizo por primera vez tres décadas antes de la Guerra Fría, por razones estratégicas. El proyecto fue reactivado para enlazar el área de Frankfurt, especialmente el aeropuerto de Hahn a los puertos belgas y holandeses, aunque los planes fueron mejorados a principios del siglo XXI.
El plan consistía en un puente viga cajón metálico de 1702,4 metros de largo que cruzaría el río a una altura máxima de 158 metros. El ancho del puente sería de 29 metros para permitir el tráfico de cuatro carriles. Diez pilones monolíticos de hormigón sostendrían el tablero, cuyas alturas varíarían en 15 a 150 m. El coste estimado de la construcción era de 270 millones de euros. Los costes se incrementaron, generando una agria polémica en Alemania. El coste del proyecto completo aumentó hasta los 483 millones de euros, con el puente sumando 175 millones. El proyecto se completó en noviembre de 2019.

## Oposición
La oposición al proyecto se basa en cuestiones económicas y en el impacto ecológico negativo en la región vinícola de Mosel. Sus detractores defienden que las conexiones por carreteras entre Bélgica, Países Bajos y Frácfort son adecuadas y la carretera propuesta no sería una ruta más corta ni una solución más ventajosa. Más importante quizás es la preocupación de que el puente destruiría una zona cultural histórica dentro de la región de vino del Mosel. La zona es el lugar de las mejores viñas y las más históricas de Alemania. Un cambio en el ecosistema local afectaría a las áreas de recogida de Wehlener Sonnenuhr, Graacher Himmelreich, y Ürziger Würzgarten. Expertos en vino internacional entre ellos Hugh Johnson, Jancis Robinson y Stuart Pigott han mostrado su rechazo al proyecto.

## Galería
|                                           |
| El puente en construcción en mayo de 2014 |

|                                         |
| Estribo este del puente en mayo de 2014 |

|                                             |
| Instalación del tablero, septiembre de 2015 |

|                           |
| El puente en mayo de 2019 |